# Аполло (Пенсільванія)
Аполло (англ. Apollo) — місто (англ. borough) в США, в окрузі Армстронг штату Пенсільванія. Населення — 1615 осіб (2020).

## Географія
Аполло розташоване за координатами 40°35′6″ пн. ш. 79°33′53″ зх. д. / 40.58500° пн. ш. 79.56472° зх. д. (40.585004, -79.564677).  За даними Бюро перепису населення США в 2010 році місто мало площу 0,90 км², з яких 0,79 км² — суходіл та 0,11 км² — водойми.

## Демографія
Згідно з переписом 2010 року, у селищі мешкало 1647 осіб у 694 домогосподарствах у складі 403 родин. Густота населення становила 1824 особи/км².  Було 784 помешкання (868/км²).
Расовий склад населення:
| - 94,4 % — білих - 2,3 % — чорних або афроамериканців - 0,5 % — азіатів - 0,2 % — корінних американців |

До двох чи більше рас належало 2,3 %. Частка іспаномовних становила 0,9 % від усіх жителів.
За віковим діапазоном населення розподілялося таким чином: 25,9 % — особи молодші 18 років, 59,6 % — особи у віці 18—64 років, 14,5 % — особи у віці 65 років та старші. Медіана віку мешканця становила 37,6 року. На 100 осіб жіночої статі у селищі припадало 87,2 чоловіків;  на 100 жінок у віці від 18 років та старших — 83,7 чоловіків також старших 18 років.
Середній дохід на одне домашнє господарство  становив 41 984 долари США (медіана — 38 250), а середній дохід на одну сім'ю — 47 954 долари (медіана — 44 926). Медіана доходів становила 38 777 доларів для чоловіків та 33 906 доларів для жінок. За межею бідності перебувало 20,1 % осіб, у тому числі 25,3 % дітей у віці до 18 років та 12,6 % осіб у віці 65 років та старших.
Цивільне працевлаштоване населення становило 683 особи. Основні галузі зайнятості: освіта, охорона здоров'я та соціальна допомога — 25,0 %, виробництво — 23,3 %, роздрібна торгівля — 13,8 %, мистецтво, розваги та відпочинок — 7,6 %.